# Tomás Regalado (Politiker, 1861)

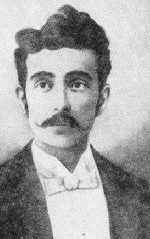
Tomás Regalado

Tomás Regalado (* 7. November 1861 in Santa Ana (El Salvador); † 11. Juli 1906 in El Jícaro, Departamento El Progreso, Guatemala) war ein salvadorianischer Politiker und vom 13. November 1898 bis 1. März 1903 Präsident von El Salvador.

## Leben
Die Familie Regalado ist Teil der grundbesitzenden gesellschaftlichen Elite des Agujero de oro. Regalado war mit seinem besten Freund Rafael Antonio Gutiérrez einer der 44 Verschwörer, die am 29. April 1894 Carlos Ezeta stürzten. Am 14. November 1898 entmachtete er Gutiérrez und wurde selbst Präsident. 1899 ließ er sich für eine vierjährige Amtsperiode wählen. Er unterstützte Gegner des Regimes von Manuel José Estrada Cabrera in Guatemala und gab ihnen Asyl. In seine Amtsperiode fielen die Einrichtung der Escuela Politécnica Militar und der Baubeginn des Teatro Nacional in Santa Ana. Er förderte den Bau der Eisenbahn und ließ eine Policía Rural Montada (dt. Berittene Landpolizei) einrichten, eine Vorgängerin der Guardia Nacional.
Im Regierungskabinett seines Nachfolgers Pedro José Escalón war er Kriegsminister. 1906 führte er eine Armee aus El Salvador an, welche in das Gebiet von Guatemala eindrang an. Bei einem Gefecht bei El Entrecijo wurde er schwer verletzt und starb am 11. Juni 1906.